# Superliga de Futsal de 2005
A Superliga de Futsal de 2005 foi a primeira edição da competição, que ocorreu de 12 até 17 de maio. O evento foi sediado na cidade de Betim, Minas Gerais, contando com 12 equipes participantes.

## Premiação
| Superliga de Futsal de 2005        |
| Santa Catarina                     |
| ---------------------------------- |
| Malwee/Jaraguá Campeão (1º título) |